# Pimpinella platyphylla
Pimpinella platyphylla är en flockblommig växtart som beskrevs av Friedrich Welwitsch och William Philip Hiern. Pimpinella platyphylla ingår i släktet bockrötter, och familjen flockblommiga växter. Inga underarter finns listade i Catalogue of Life.